# Linia kolejowa nr 872
Linia kolejowa nr 872 – jednotorowa, zelektryfikowana linia kolejowa znaczenia miejscowego, łącząca posterunek odgałęźny Nowa Wieś z rejonem KKC stacji Kędzierzyn‑Koźle.
Kilometraż linii pokrywa się w całości z kilometrażem linii kolejowej Rudziniec Gliwicki – Kędzierzyn-Koźle KKA.
Wraz z linią kolejową Rudziniec Gliwicki – Kędzierzyn-Koźle KKA umożliwia przejazd pociągów z kierunku Gliwic do jednego z towarowych rejonów (KKB, KKC i KKD) stacji Kędzierzyn‑Koźle.